# مالك بيسلي
مالك بيسلي (بالإنجليزية: Malik Beasley)‏ مواليد 26 نوفمبر 1996 في أتلانتا، هو لاعب كرة سلة أمريكي. بدأ مسيرته الاحترافية في سنة 2016. تم اختياره من قبل فريق دنفر ناغتس خلال الدرافت ويلعب مع الليكرز حاليا في الرابطة الوطنية لكرة السلة. يحمل الرقم 25. يبلغ طوله 6 قدم 5 بوصة (2.0 م).

## إحصائيات المسيرة

### الموسم الاعتيادي
| السنة   | الفريق     | لعب | بدأ | دقيقة | ميداني% | ثلاثية | حرة  | ارتداد | صنع | استلاب | تصدي | نقطة |
| ------- | ---------- | --- | --- | ----- | ------- | ------ | ---- | ------ | --- | ------ | ---- | ---- |
| 2016–17 | دنفر ناغتس | 22  | 1   | 7.5   | .452    | .321   | .800 | .8     | .5  | .3     | .0   | 3.8  |
| المسيرة |            | 22  | 1   | 7.5   | .452    | .321   | .800 | .8     | .5  | .3     | .0   | 3.8  |

## روابط خارجية
- مالك بيسلي على موقع إن بي أي (الإنجليزية)
- مالك بيسلي على موقع سبورتس رفرنس (الإنجليزية)
- مالك بيسلي على موقع كرة السلة الأوروبية.كوم (الإنجليزية)
- مالك بيسلي على موقع DraftExpress.com (الإنجليزية)
- مالك بيسلي على موقع إي إس بي إن.كوم (الإنجليزية)
- مالك بيسلي على موقع كلية كرة السلة في سبورتس رفرنس.كوم (الإنجليزية)
- مالك بيسلي على موقع ريلجم (الإنجليزية)
- مالك بيسلي على موقع بروبوليرز (الإنجليزية)
- مالك بيسلي على موقع سبورتس رفرنس (الإنجليزية)